# Hor Ohannesian
Hor Wardanowicz Ohannesian (ukr. Гор Варданович Оганнесян; ur. 7 sierpnia 1994) – ukraiński zapaśnik walczący w stylu wolnym. Zajął dwunaste miejsce na mistrzostwach świata w 2017. Piąty na mistrzostwach Europy w 2017. Trzeci w indywidualnym Pucharze Świata w 2020. Brązowy medalista igrzysk europejskich w 2019. Mistrz Europy kadetów w 2011 roku. 